# Хвалибога (зупинний пункт)
Хвалибога — зупинний пункт Івано-Франківської дирекції Львівської залізниці між станціями Гвіздець (5,5 км) та Городенка-Завод (20,2 км).
Розташований в однойменному селі Городенківського району Івано-Франківської області.

## Пасажирське сполучення
На станції щоденно зупиняються приміські потяги сполученням:
- Коломия — Заліщики
- Коломия — Городенка-Завод
- Заліщики — Коломия
- Городенка-Завод — Коломия